# 함재봉
함재봉(咸在鳳, 1958년 9월 5일~)은 대한민국의 정치학자 겸 대학 교수이자 교육인으로, 함병춘(咸秉春, 1932~1983) 전직 청와대 비서실장의 장남(長男)이자, 함태영(咸台永, 1873~1964) 전직 부통령의 친손(親孫)이요, 함인섭(咸仁燮, 1907~1986) 전직 농림부 장관의 사촌 아우(從弟)가 된다.

## 주요 이력

### 주요 경력
- 연세대학교 정치외교학과 교수
- 미국 듀크 대학교 교환교수
- 미국 프린스턴 대학교 교환교수
- 미국 조지타운 대학교 교환교수
- 유네스코 본부 사회과학국 국장
- 미국 서던 캘리포니아 대학교 한국학연구소 소장
- 미국 서던 캘리포니아 대학교 국제관계학부 및 정치학과 교수
- 랜드 연구소 선임연구원(선임정치학자)
- 아산정책연구원 원장
- 한국학술연구원 원장

### 학력
- 미국 칼턴 대학교 경제학과 출신
- 미국 존스 홉킨스 대학교 대학원

## 저서

### 평저
- 《한국 사람 만들기(총 3편)》(2017년 11월 29일)

## 가족 및 친척 관계
- 친조부: 함태영
- 사촌 종형: 함인섭